# هبة نور
هبة نور (11 يوليو 1987 -)، ممثلة سورية .

## عن حياتها
في بدايتها الفنية كانت تشارك كفتاة فيديو كليب وإعلانات واستمرت بذلك حتى جاءتها الفرصة مع المخرج نجدت إسماعيل أنزور الذي طلب منها المشاركة في مسلسلي المحروس ومسلسل سقف العالم ومن ثم السهرة التلفزيونية دموع مرام وجميعهم إنتاج العام 2006. وفي عام 2007 شاركت بأول تجاربها السينمائية في مصر من خلال فيلم عندليب الدقي مع الفنان الكوميدي محمد هنيدي، توالت أعمالها في التلفزيون والسينما وقدمت العديد من الأدوار إن كانت ثانوية أو رئيسية في التلفزيون ولها مشاركت عدة خارج بلدها سوريا
في عام 2015 غابت الفنانة عن موسم الدراما، معتذرة عن أغلب الأعمال التي كانت تعرض عليها دون تبرير السبب، إشاعات كثيرة تداولت عن وضعها وكانت أكثر الإشاعات المتداولة بأنها اعتزلت رسمياً، وإعلنت زواجها من أحد المنتجين المعروفين بعالم الإنتاج التلفزيوني، واستقرارها بشكل نهائي في دبي لكنها لم توضح حقيقة الأمر، ومن ثم أعلنت طلاقها بعد ثلاث سنوات من الارتباط.

## أعمالها

### من أعمال السينما
- (2008) عندليب الدقي بدور "جومانا"
- (2009) الأمانة
- (2013) صديقي الأخير

### من أعمال التلفزيون
- (2006) دموع مرام - سهرة تلفزيونية
- (2006) سقف العالم
- (2006) المحروس
- (2007) العيلة عيلتنا
- (2008) زهرة النرجس بدور "سناء"
- (2008) شركاء يتقاسمون الخراب
- (2008) من غير ليه
- (2008) رسائل من رجل ميت
- (2008) ليس سرابا بدور "هديل"
- (2009) طريق النحل
- (2009) منمنمات اجتماعية
- (2009) على موج البحر
- (2009) زمن العار بدور "سعاد"
- (2009) صبايا 1
- (2009) الحب والسلام مسلسل عراقي سوري مشترك
- (2009) قبائل الشرق
- (2009) حياة أخرى
- (2010)  البقعة السوداء
- (2010) أبواب الغيم
- (2010) الخبز الحرام بدور "فايزة"
- (2010) رايات الحق
- (2010) لعنة الطين
- (2010) أوراق الحب بدور "سناء"
- (2010) أهل الراية 2: شهامة الرجال
- (2010):الشيخة
- (2010) الدبور  بدور "سعدية"
- (2010) مطلوب رجال
- (2011) أيوب
- (2011) الحب لا يكفي أحيانا
- (2011) العشق الحرام بدور "أميرة"
- (2011) بقعة ضوء 8
- (2011) مغامرات دليلة والزيبق
- (2011) تعب المشوار بدور "ديالا"
- (2011) صايعين ضايعين بدور "تغريد"
- (2011) المنعطف
- (2012) الدبور 2 بدور "سعدية"
- (2012) أوراق الحب 2 بدور "سناء"
- (2012) ما بتخلص حكايتنا
- (2012) ولادة من الخاصرة 2: ساعات الجمر
- (2012) سيت كاز
- (2012) ملحق بنات
- (2012) إمام الفقهاء
- (2012) بقعة ضوء 9
- (2013) صبايا 5
- (2013) ولادة من الخاصرة 3: منبر الموتى بدور "شاهيناز"
- (2013) سكر وسط
- (2013) نساء من هذا الزمن
- (2013) قمر شام بدور "شاهيناز"
- (2013) زمن البرغوت 2 بدور "عفاف"
- (2013) صرخة روح
- (2014) سرايا عابدين
- (2014) بقعة ضوء 10
- (2014) وجوه وراء الوجوه
- 2019:حرملك بدور "جمانة"
- 2020:حرملك 2 بدور "جمانة"
- 2020:طبق الأصل
- (2020):بصمة حدا بدور "مايا"
- (2020): ببساطة 2 بدور “تالا"
- 2021: زوج تحت الإقامة الجبرية
- (2022): جوقة عزيزة بدور "منيرة فرفش معنا"

مسلسل الدبيسي

## وصلات خارجية
- هبة نور على موقع IMDb (الإنجليزية)
- هبة نور على موقع قاعدة بيانات الأفلام العربية